# 버르토크의 현악 사중주
버르토크 벨러는 1908년과 1939년 사이에 총 6곡의 현악사중주를 작곡했다. 미완성으로 남은 일곱번째 현악사중주은 스케치가 존재한다.

## 현악사중주 제1번 가단조
작품번호 7. (Sz. 40 BB 52)
부다페스트에서 1907년과 1909년 사이에 작곡되었다. 1910년 3월 19일에 초연했다. 연주시간은 30분이다.
- Lento
- Allegretto
- Introduzione : allegro - Allegro vivace

## 현악사중주 제2번 가단조
작품번호 17 (Sz. 67)
1915년-1917년 작곡. 1918년 부다페스트에서 초연. 1920년 악보 초판이 출판되었다.
- Moderato
- Allegro molto cappriccioso
- Lento

## 현악사중주 제3번 올림다단조
1927년 9월에 부다페스트에서 작곡되었다. 미국 여행 중에 필라델피아 음악 기금 사회에 바쳤다. 쿨리지 상을 타고, 상금으로 6천 달러를 받았다. 필라델피아에서 1928년 초연. 길이는 15분.
- Prima parte : moderato
- Seconda parte : allegro
- Ricapitulazione della prima parte : moderato
- Coda : allegro molto

## 현악사중주 제4번 다장조
Sz. 91
1928년 7~9월 사이에 작곡되었다. 발트바우어-케르펠리 사중주가 1929년 3월 20일에 초연했다.
- Allegro
- Prestissimo, con sordino
- Non troppo lento
- Allegretto pizzicato
- Allegro molto

## 현악사중주 제5번
Sz. 102
1934년 8월 6일~9월 6일까지 작곡되었다. 1935년 4월 8일에 Kolisch 사중주단이 워싱턴 DC에서 초연했다.
- Allegro
- Allegro molto
- Scherzo: alla bulgarese
- Andante
- Finale: Allegro vivace

## 현악사중주 제6번
Sz. 114
1939년에 작곡되었다. 1941년 1월 20일에 Kolisch 사중주단이 뉴욕에서 초연했다.
- Mesto – Più mosso, pesante – vivace
- Mesto – Marcia
- Mesto – Burletta – moderato
- Mesto

## 음반
버르토크의 현악사중주 연주를 녹음한 대표적인 단체들로 다음을 들 수 있다.
- 줄리어드 현악사중주단 (Julliard String Quartet) 1949년, 1963년, 1981년
- 베그 현악사중주단 (Végh String Quartet) 1972년, 1972년
- 린지 현악사중주단 (Lindsay String Quartet) 1981년
- 알반베르크 현악사중주단 (Alban Berg String Quartet) 1987년
- 타카츠 현악사중주단 (Takács String Quartet) 1991년
- 켈러 현악사중주단 (Keller String Quartet) 1993-1994년